# Municipio de Kaua
El municipio de Kaua es uno de los 106 municipios del estado mexicano de Yucatán. Está ubicado aproximadamente a 135 km de la Ciudad de Mérida (estado mexicano de Yucatán), a 35 km de Chichen Itzá y a 10 minutos de la Ciudad de Valladolid.

## Toponimia
En lengua maya el vocablo Kaua, significa ¿está agrio?, así, en su forma interrogativa, por derivarse de las voces Ka, contracción de kaah, amargo o agrio y  Wá, estar (pregunta). Otra interpretación ofrecida por la enciclopedia Yucatán en el tiempo, es que el término significa Pan agrio

## Datos históricos
Se sabe que hubo asentamientos humanos antes de la conquista por los españoles.
- 1700: Durante la colonia, bajo el régimen de la encomienda, el hoy municipio de Kaua estuvo a cargo Diego Escalante.
- 1825: Se integró la región al partido de Valladolid (Yucatán).
- 1920: Kaua se convierte en municipio libre, al separarse del municipio de Uayma.

## Colindancias
El municipio de Kaua está ubicado en la región oriente del estado de Yucatán. Limita con los municipios de: al norte con Uayma; al sur con Tekom, al oriente con Cuncunul y al poniente con Chankom y Tinum.

## Economía
La principal actividad es la agricultura y dentro de ésta, el cultivo del maíz, del frijol, del chile y de la jícama. Hay también varias granjas avícolas cuyo producto abastece la región.
Por su cercanía con el yacimiento arqueológico de Chichén Itzá y la ciudad de Valladolid, se construyó en 1999 un aeropuerto que presta sus servicios a nivel internacional.

## Atractivos turísticos
- En el municipio se encuentran varios cenotes, la mayoría de ellos no explorados aún. Uno de ellos es el cenote Yaax'Ek que significa en lengua maya Estrella verde, ubicado cerca de la plaza principal de la cabecera municipal.
- Las criptas de Kaua recientemente descubiertas.
- El 8 de diciembre se lleva a cabo la fiesta popular religios en honor a la virgen de la Concepción, patrona del lugar. Hay vaquerías, corridas de toros y bailes populares.